# Dee Dee Sharp
Dee Dee Sharp (Philadelphia, 9 september 1945) is een Amerikaans zangeres. Ze werd geboren met de naam Dione LaRue. Dione begon met zingen in haar grootvaders kerk. Als 13-jarige reageerde ze op een advertentie van Cameo-Parkway, dat vroeg om een meisje dat muziek kon lezen, pianospelen en zingen. Al snel zong Dione als achtergrondzangeres met Frankie Avalon, Freddie Cannon en Chubby Checker.
In 1962 kreeg ze bij Cameo Records de kans een soloplaat "Mashed Potato Time" op te nemen en nam de artiestennaam Dee Dee Sharp aan. De plaat werd een succes (nummer 2 hit in de VS) en nog eens dunnetjes overgedaan met "Gravy For My Mashed Potatoes", waarna "Ride", "Do The Bird", and "I Really Love You" volgden. Deze periode bezorgde haar haar grootste bekendheid als een tienerster, met tournees naar Europa en vele optredens, echter kwam hier een einde aan in het voorjaar van 1964.
Hierna werd Dee Dee Sharp ook nog bekend om haar interpretatie van ballads en showtunes. Ze werd de eerste rock-'n-roller die optrad in supper clubs en show rooms en werkte samen met legendarische artiesten zoals Gizelle McKenzie, Frank Fontaine, Don Rickles, Donald O'Connor, Tom Jones and Lou Rawls. Ook trad ze op in televisieprogramma's waaronder "Ed Sullivan", "Tonight Show", "Mike Douglas", "American Bandstand", en "Entertainment Tonight". Haar muziek is te horen in films als "SisterAct", "Hairspray", "Desperately Seeking Susan" en "Troop Beverly Hills".
In de jaren 70 toen ze met producer Kenny Gamble getrouwd was, begeleidde ze artiesten op weg naar een superartieststatus voor Philadelphia International Records; hier kreeg ze onder andere Harold Melvin & The Blue Notes, The O'Jays, Billy Paul, Archie Bell en Teddy Pendergrass onder haar hoede. Sharp nam zelf als Dee Dee Sharp-Gamble ook nog 3 lp's van haar eigen zang op onder het PIR/TSOP (The Sound of Philadelphia)-label.
In 1981 scoorde ze een nummer 1 dancehit in de Hot Dance Music/Club Play met "Breaking and Entering" van de lp "Dee Dee". Het nummer stond vier weken op nummer 1 in de Verenigde Staten.
Naast haar vele muzikale verworvenheden, zoals de top tien gospel hit "I Wanna Go Where Jesus Is" voor Gloria Spencer, heeft Dee Dee Sharp een PhD in Psychologie van de Universiteit van Pennsylvania.